# آی‌اف‌پی‌آی یونان
فدراسیون بین‌المللی صنعت فونوگرافی یونان یا به سادگی آی‌اف‌پی‌آی یونان (به انگلیسی: IFPI Greece) شعبه فدراسیون بین‌المللی صنعت فونوگرافی در یونان است و ارائه دهنده رسمی جدول‌ها و نهاد صدور گواهی‌نامه فروش موسیقی ضبط‌شده برای یونان است. این انجمن جدول فروش آلبوم‌های ترکیبی رپرتوار Top-75 را منتشر می‌کند. نمودارها توسط آی‌اف‌پی‌آی یونان و با حمایت مالی Cyta Hellas منتشر می‌شوند.
نام تجاری داخلی آی‌اف‌پی‌آی یونان Ένωση Ελλήνων Παραγωγών Ηχογραφημάτων (ΕΕΠΗ) (انگلیسی: Association of Greek Producers of Phonograms [AGPP]) است. با این حال، به‌طور کلی به آن آی‌اف‌پی‌آی یونان گفته می‌شود.

## نمودارهای فعلی

### ۷۵ آلبوم برتر
نمودار تاپ ۷۵ رپرتوار ترکیبی (به انگلیسی: Top 75 Combined Repertoire) نمودار آلبوم‌های رسمی یونان است. این نمودار در اکتبر ۲۰۱۰ با جایگزینی و ترکیب نمودارهای جداگانه قبلی آلبوم‌های یونانی زبان و خارجی آغاز به کار کرد.

### جدول تاپ ۲۰۰ ایرپلی
در سال ۲۰۱۱ آی‌اف‌پی‌آی یونان با یک سرویس نظارت رادیویی جدید به نام MediaInspector (www.mediainspector.gr) همکاری کرد تا یک نمودار رسمی پخش ایرپلی ارائه دهد. این شرکت مجموعاً بیش از ۴۵۰ ایستگاه رادیویی را در اطراف یونان رصد می‌کند و یک رپرتوار ترکیبی از جدول پخش ۲۰۰ پخش فیلم را تهیه می‌کند، بخشی از آن به صورت عمومی در www.airplaychart.gr دسترس است

## نمودارهای گذشته
۵۰ آلبوم برتر یونان
نمودار ۵۰ آلبوم برتر یونان (۵۰ صفحه برتر Ελληνικών Aλμπουμ) نمودار آلبوم‌های رسمی یونان برای رپرتوار یونانی زبان بود. فروش رپرتوار داخلی در یونان در مقایسه با سایر کشورهای IFPI بیشتر است و از فروش رپرتوار خارجی بیشتر از فروش است.این نمودار در مارس ۲۰۰۹ متوقف شد و بعداً با نمودار برتر ۷۵ ترکیبی ترکیبی جایگزین شد.
نمودار ۵۰ آلبوم برتر خارجی (50 Top Ξένων Aλμπουμ) نمودار فروش رسمی رپرتوار خارجی یونان بود. این نمودار در مارس ۲۰۰۹ متوقف شد و بعداً با نمودار برتر ۷۵ ترکیبی ترکیبی جایگزین شد.

## سطح صدور گواهینامه

### رپرتوار داخلی
| سال‌ها             | طلا   | پلاتین |
| ----------------- | ----- | ------ |
| تا سال 1990       | ۵۰۰۰۰ | ۱۰۰۰۰۰ |
| 1990 – 1997       | ۳۰۰۰۰ | ۶۰۰۰۰  |
| 1997 – 09/2002    | ۲۵۰۰۰ | ۵۰۰۰۰  |
| 09/2002 – 09/2006 | ۲۰۰۰۰ | ۴۰۰۰۰  |
| 09/2006 – 07/2008 | ۱۵۰۰۰ | ۳۰۰۰۰  |
| 07/2008 – حال     | ۶۰۰۰  | ۱۲۰۰۰  |

### رپرتوار خارجی
| سال‌ها             | طلا   | پلاتین |
| ----------------- | ----- | ------ |
| 1997 – 09/2002    | ۱۵۰۰۰ | ۳۰۰۰۰  |
| 09/2002 – 09/2006 | ۱۰۰۰۰ | 20،۰۰۰ |
| 09/2006 – 06/2007 | ۷۵۰۰  | ۱۵۰۰۰  |
| 06/2007 – 07/2008 | ۵۰۰۰  | ۱۰۰۰۰  |
| 07/2008 – حال     | ۳۰۰۰  | ۶۰۰۰   |

قبل از سال ۱۹۹۷، آستانه فروش رپرتوار خارجی همان آستانه فروش داخلی بود.

### دی وی دی
- طلا: ۳۰۰۰
- پلاتین: ۶۰۰۰[۹]

قبل از ژوئیه ۲۰۰۸، آستانه‌ها به ترتیب ۵۰۰۰ و ۱۰۰۰۰ نسخه بود.

### تک‌آهنگ‌ها
(فعلاً غیرفعال است)
- طلا: ۳۰۰۰
- پلاتین: ۶۰۰۰[۹]

قبل از ژوئن ۲۰۰۷، آستانه‌ها به ترتیب ۷٬۵۰۰ و ۱۵٬۰۰۰ نسخه بود.